# Азирханов, Басшы Айжанакович
Басшы Айжанакович Азирханов (1 сентября 1954, село Жынгылды, Мангистауский район, Гурьевская область, Казахская ССР — 22 августа 2021) — казахстанский общественный и государственный деятель. Почётный гражданин Мангистауской области (2013). кандидат политических наук (2002).

## Биография
Родился 1 сентября 1954 года в село Жынгылды, Мангистауский район, Гурьевская область, Казахская ССР, по национальности казах.
Образование
- 1978 году окончил Алма-Атинский институт инженеров железнодорожного транспорта, «Инженер-электрик путей сообщений»
- 1986 году окончил Гурьевский сельскохозяйственный техникум «зоотехник»
- 2002 году окончил Центрально-Азиатский университет «юрист»
- Член Союза Журналистов Казахстана, автор книг «Бейнеу», «Орта тапты қалыптастырған он жыл», «Дінім менің Ислам».

## Трудовая деятельность
- Рабочий совхоза (1972)
- Электромеханик Бейнеуского сетевого района (1978—1979)
- Заведующий отделом, второй, первый секретарь Бейнеуского райкома ЛКСМК (1979—1983)
- Секретарь парткома железнодорожного узла станции Бейнеу (1983—1989)
- Первый секретарь Бейнеуского райкома партии, председатель райсовета (1989—1992)
- Аким Бейнеуского района Мангистауской области (1992—2017)

## Научные звания
- 2002 — кандидат политических наук, тема диссертации: «Основные приоритеты государственной политики Казахстана по формированию среднего класса»
- Почетный член Академии Педагогических наук Казахстана

## Награды
- 1998 — Медаль «Астана»
- 1999 — Медаль «За трудовое отличие» (Казахстан)
- 2005 — Орден Курмет
- 2006 — Почетным знаком Министерства культуры Республики Казахстан «Деятель культуры Казахстана»
- 2013 — «Почётный гражданин» Мангистауской области (2013)[1]
- 2013 — Почетный нагрудный знак «Үздік мемлекеттік қызметші»
- 2017 — Орден Парасат[2][3]
- Почетным знаком Министерства образования «Отличник образования Республики Казахстана»
- Почетным знаком Министерство здравоохранения «Отличник здравоохранения Республики Казахстана»
- Медали
- 2001 — Медаль «10 лет независимости Республики Казахстан»
- 2004 — Медаль «В ознаменование 100-летия железной дороги Казахстана»
- 2004 — Медаль «50 лет Целине»
- 2005 — Медаль «10 лет Конституции Республики Казахстан»
- 2006 — Медаль «10 лет Парламенту Республики Казахстан»
- 2008 — Медаль «10 лет Астане»
- 2011 — Медаль «20 лет независимости Республики Казахстан»
- 2015 — Медаль «20 лет Конституции Республики Казахстан»
- 2015 — Медаль «20 лет Ассамблеи народа Казахстана»
- 2016 — Медаль «25 лет независимости Республики Казахстан»
- 2018 — Медаль «20 лет Астане»